# Tinh Tế
Tinh Tế (cách điệu: Tinhte; tinhte.vn) là một diễn đàn trực tuyến thành lập từ năm 2006, được coi là một trong những diễn đàn về công nghệ thông tin lớn nhất Việt Nam.

## Lịch sử hình thành
Diễn đàn Tinh Tế ra mắt lần đầu vào năm 2006 bởi hai nhà sáng lập là Trần Mạnh Hiệp và Đinh Hữu Thành. Tên diễn đàn bắt nguồn từ ý tuởng của nhà sáng lập "domain ngắn, gõ lên đẹp và tiếng Việt, không có những yếu tố thừa". Tính đến năm 2015, Tinh Tế là một trong những diễn đàn về công nghệ thông tin lớn nhất Việt Nam với khoảng 2 triệu thành viên hoạt động thường xuyên, 21,7 triệu bài viết và hơn 1 triệu chủ đề. Năm 2019, diễn đàn chính thức chuyển sang hoạt động dưới hình thức mạng xã hội.

## Chủ đề
Chủ đề trên diễn đàn tập trung chủ yếu vào công nghệ thông tin nói chung và điện thoại, đồ gia dụng nói riêng.